# Enclavi greche cipriote
Le enclavi greche cipriote sono i villaggi abitati dai greci ciprioti rimasti a Cipro del Nord dopo l'invasione turca di Cipro nel 1974.
Nel 2014 la popolazione greco-cipriota era di 343 abitanti. I greco-ciprioti di Rizokarpaso eleggono il loro muhtar (capo villaggio) nelle elezioni organizzate nel sud dalla Repubblica di Cipro (che non ha personalità giuridica secondo le leggi di Cipro del Nord).

## Casi notevoli di discriminazione nelle enclavi
Eleni Foka era una delle tre insegnanti di scuola elementare greco-cipriota di Karpasia, la cui sicurezza fu messa in discussione.  Era insegnante presso la scuola elementare greco-cipriota di Ayia Triada, Yialousa, nella regione del Karpas a Cipro del Nord e portò il suo caso alla Corte europea dei diritti dell'uomo. Il 5 maggio 1994, il suo caso fu menzionato in un rapporto presentato dalla Repubblica di Cipro alla Convenzione internazionale delle Nazioni Unite sull'eliminazione di tutte le forme di discriminazione razziale. Affermava che:
"All'inizio di marzo 1994, l'insegnante greco-cipriota della scuola enclave di Ayia Triada, la signora Eleni Foka, è stata quasi espulsa [da Cipro del Nord] dopo aver fatto una dichiarazione pubblica in cui si sentiva minacciata. Solo dopo ripetute proteste la sua espulsione è stata impedita.
Nel febbraio 2011, fu annunciato che Eleni Foka si era unita ai partecipanti della class action "Greco-ciprioti, et al. c TRNC e HSBC Bank USA". Nel settembre 2014, la Corte Federale degli Stati Uniti respinse il caso dei greco-ciprioti.
Nell'anno scolastico 1996/7 la scuola elementare di Ayia Triada fu costretta a chiudere "a causa del rifiuto delle forze di occupazione turche di consentire all'insegnante di scuola la signora Eleni Foka di tornare al suo villaggio, nonostante gli intensi sforzi del governo di Cipro per il suo ritorno". Il quotidiano cipriota Financial Mirror riportò che fino al settembre 2008, il governo di Cipro del Nord impediva agli insegnanti di tornare alla scuola elementare di Rizokarpaso.